# パーフィットプロダクション
株式会社パーフィットプロダクションは東京都港区に本社を置く芸能事務所。
一般社団法人日本音楽事業者協会（音事協）の正会員社。

## 所属タレント
- 愛未
- かたせ梨乃
- 西川貴教(T.M.Revolution)(業務提携)
- ライオネス飛鳥

## 所属バンド
- abingdon boys school(業務提携)

## 過去の所属者
- 奥菜恵 (1992.5~2007.5)
- 安寿ミラ (1996.8~1998.7)
- 西里史花 (1998〜1999)
- 森央遥 (1999〜2001)
- 木坂有希 (1998〜2001)
- Maho（杉山真浦）
- 推定少女 Lissa (1999.7〜2006.3 芸能界引退)
- 推定少女 RINO (2000.5〜2006.7)
- 菊利友佳子 (2000.5〜2006.5 芸能界引退)
- 森山佐記子 (2002.2〜2003.1)
- 松本美星 (2003.2〜2009.3 芸能界引退)
- 鈴木茉梨 (2003.5〜2004.5)
- 中園友乃 (2004.4〜2013.12 芸能界引退)
- 増山加弥乃（元AKB48）(2007.6〜2011.7)
- 永嶋真有 (2007.6〜2008.9)
- 長谷川舞 (2009.3〜2014.12)
- 望月美寿々 (2009.5〜2012.8 芸能界引退)
- 松村はるか (2011.8〜2014.2)
- 田村亮 (2013.7〜2017.12)※個人事務所：YST
- 由月杏奈 (2012.8〜2018.9 芸能界引退)
- 菊池桃子 (1989.1〜2020.6）
- ジャガー横田 (2011.9〜2020.7)
- 木下博勝 (2011.9〜2020.7)
- 木下大維志 (2011.9〜2020.7)
- 菊池麻衣子 (1997.4～2024.9  芸能活動一時休止)